# HD65743
HD65743 — хімічно пекулярна зоря спектрального класу B9, що має видиму зоряну величину в смузі V приблизно  9,1.
Вона  розташована на відстані близько 2630,3 світлових років від Сонця.

## Пекулярний хімічний склад
Зоряна атмосфера HD65743 має підвищений вміст 
Si
.